# Mi Reflejo
Albums de Christina Aguilera
Christina Aguilera
(1999) My Kind of Christmas
(2000)
Singles
1. Ven Conmigo (Solamente Tu)
Sortie : 8 août 2000
2. Pero Me Acuerdo De Ti
Sortie : 12 décembre 2000
3. Falsas Esperanzas
Sortie : 9 avril 2001

Mi Reflejo est le deuxième album studio et le premier album studio en espagnol de la chanteuse pop américaine Christina Aguilera. La plupart des chansons ont été produites par Rudy Pérez, inclus les versions espagnoles des 5 tubes de son premier album Christina Aguilera, aussi bien que six nouvelles chansons. L'album a gagné le latin Grammy dans la catégorie "Best Female Pop Vocal Album" en 2001[pas clair].

## Histoire
Le manager Kurtz d'Aguilera a dit à MTV que Christina parlait d'enregistrer un album espagnol même avant qu'elle n'ait enregistré son premier album. En 2000, elle a commencé l'enregistrement avec le producteur Rudy Pérez à Miami. Pérez a écrit et produit quatre de ses six nouvelles chansons ; Pero Me Acuerdo De Ti", "Si No Te Hubiera Conocido", "Cuando No Es Contigo" et "El Beso Del Final". Le morceau "Falsas Esperanzas" est devenu plus tard le second single de l'album. Sur ce disque, Aguilera a fait un duo avec le chanteur portoricain Luis Fonsi sur la ballade "Si No Te Hubiera Conocido". La chanson, "El Beso Del Final" fait partie de la B.O du film Dirty Dancing 2 sorti en 2004.

## Critiques
L'album a obtenu des revues bonnes et moyennes avec une évaluation de 56/100 sur le site Web MetaCritic. All Music décrit l'album, comme un style contraire à son premier album. Il a ajouté que le disque était chic et bien produit. Deux chansons de l'album ont reçu deux nominations au Latin Grammy Awards ; la première dans la catégorie « Best Female Pop Vocal Performance » avec « Genio Atrapado » en 2000 et la seconde dans la catégorie « Record Of The Year » pour « Pero Me Acuerdo De Ti » en 2001. L'album a reçu une nomination au Grammy Award dans la catégorie « Best Latin Pop Album » et gagné un Latin Grammy Awards dans la catégorie "Best Female Pop Vocal Album" en 2001. Elle est la première Artiste aux États-Unis à recevoir un Latin Grammy.

## Liste des titres
| 1.    | Genio Atrapado (Genie In A Bottle)                            | David Frank, Steve Kipner, Pamela Sheyne | 3:38 |
| 2.    | Falsas esperanzas                                             | Jorge Luis Piloto                        | 2:57 |
| 3.    | El Beso del Final                                             | Franne Golde, Tom Snow                   | 4:42 |
| 4.    | Pero Me Acuerdo de Ti                                         | Rudy Pérez                               |      |
| 5.    | Ven Conmigo (Solamente Tú) (Come On Over (All I Want Is You)) | Johan Åberg, Paul Rein                   | 3:11 |
| 6.    | Si No Te Hubiera Conocido (duo avec Luis Fonsi)               | Rudy Pérez                               | 4:50 |
| 7.    | Contigo en la Distancia                                       | César Portillo de la Luz                 | 3:44 |
| 8.    | Cuando No Es Contigo                                          | Manuel López Quiroga, Rudy Pérez         | 4:10 |
| 9.    | Por Siempre Tú (I Turn To You)                                | Diane Warren                             | 4:05 |
| 10.   | Una Mujer (What A Girl Wants)                                 | Shelly Peiken, Guy Roche                 | 3:14 |
| 11.   | Mi Reflejo (Reflection)                                       | Matthew Wilder, David Zippel             | 3:38 |
| 42:32 |                                                               |                                          |      |

| Special édition Bonus | Special édition Bonus                        | Special édition Bonus | Special édition Bonus | Special édition Bonus | Special édition Bonus | Special édition Bonus | Special édition Bonus | Special édition Bonus | Special édition Bonus |
| No                    | Titre                                        | Durée                 |                       |                       |                       |                       |                       |                       |                       |
| --------------------- | -------------------------------------------- | --------------------- | --------------------- | --------------------- | --------------------- | --------------------- | --------------------- | --------------------- | --------------------- |
| 1.                    | Falsas Esperanzas (Dance Radio Mix)          | 3:27                  |                       |                       |                       |                       |                       |                       |                       |
| 2.                    | Falsas Esperanzas (Tropical Mix)             | 3:10                  |                       |                       |                       |                       |                       |                       |                       |
| 3.                    | Pero Me Acuerdo De Ti (Remix)                | 3:41                  |                       |                       |                       |                       |                       |                       |                       |
| 4.                    | Ven Conmigo (Solamente Tú) (Karaoke Version) | 3:12                  |                       |                       |                       |                       |                       |                       |                       |
| 12:09                 |                                              |                       |                       |                       |                       |                       |                       |                       |                       |

### Charts
| Charts (2000)                   | Meilleure position |
| ------------------------------- | ------------------ |
| U.S. Billboard 200              | 27                 |
| U.S. Billboard Top Latin Albums | 1                  |
| U.S. Billboard Latin Pop Albums | 1                  |
| Suisse Top 100 Album            | 54                 |
| Monde \| Ventes Albums          | 3.500.000          |

## Les certifications de l'album
Argentine certification :  Platine
 Mexique certification :  Platine
 États-Unis certification :  Or
 États-Unis (Latin) certification : 6x  Platine